# Шлях (Должанский район)
Шлях — посёлок в Должанском районе Орловской области России. Входит в состав Кудиновского сельского поселения.

## География
Посёлок находится на расстоянии 2 км к северу от посёлка городского типа Долгое, административного центра района, и 142 км к юго-востоку от города Орёл, административного центра района.

### Часовой пояс
Посёлок Шлях, как и вся Орловская область, находится в часовой зоне МСК (московское время). Смещение применяемого времени относительно UTC составляет +3:00.

## Население
| 2002 | 2010 |
| ---- | ---- |
| 17   | ↗206 |

### Национальный состав
Согласно результатам переписи 2002 года, в национальной структуре населения русские составляли 100 % из 17 чел.